# Mythologie celtique irlandaise
 (mai 2016).
Pour un article plus général, voir Mythologie celtique.

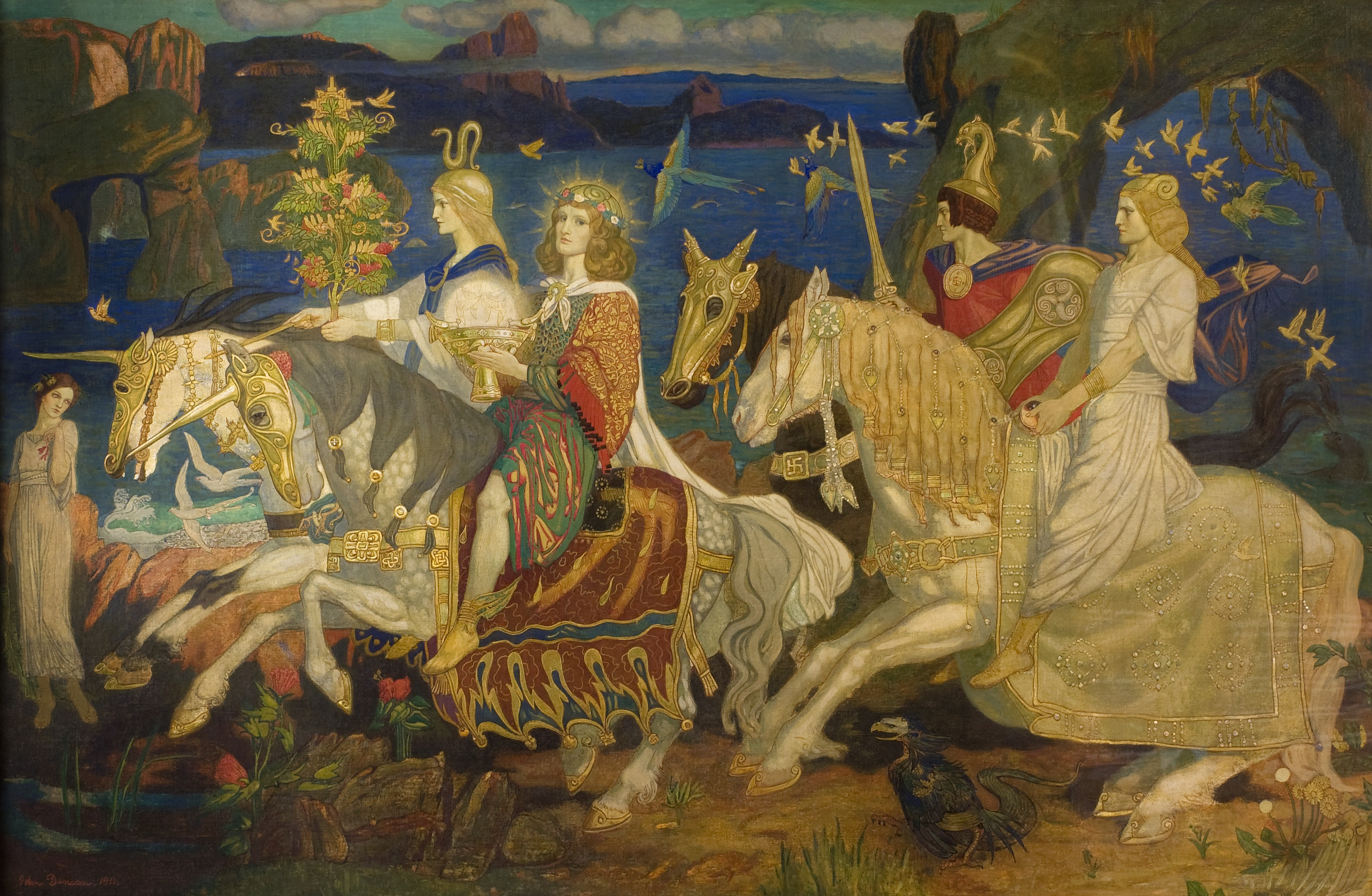
Riders of the Sidh de John Duncan, 1911

Alors que la civilisation celtique a essaimé dans une grande partie de l’Europe, c’est en Irlande et en Gaule que l'on trouve la plus importante documentation sur la mythologie celtique irlandaise. Les sources irlandaises sont essentiellement littéraires, rédigées à une époque tardive et lacunaires.

## Rappel historique
L’expansion de l’Empire romain, tant en Gaule que dans la partie sud de l’île de Bretagne, a provoqué l’acculturation des sociétés celtiques, qui à partir du Ier siècle av. J.-C. ont progressivement adopté la romanisation. L’Irlande n'a pas été envahie par les Romains et son insularité a préservé sa spécificité.
La société se divise en trois classes, obéissant en cela à l’idéologie trifonctionnelle des Indo-européens :
- la classe sacerdotale, composée des druides, bardes et vates,
- l’aristocratie guerrière, dirigée par le roi,
- les producteurs-artisans et accessoirement des prisonniers de guerre et des esclaves.

Si le roi possède la souveraineté, il ne peut agir sans l'avis des druides, qui ont effectivement le pouvoir absolu sur tous les aspects de la vie des Gaëls. Les druides (« les très savants », selon l’étymologie), sont des théologiens, des juristes, des historiens, des philosophes, etc. Ils ont la charge d’administrer le sacré, donc la religion. Le rôle du roi est de garantir la prospérité et de procéder à la redistribution des richesses. Les producteurs (artisans, agriculteurs et éleveurs) ont la charge de pourvoir aux besoins de l’ensemble de la société.
Au Ve siècle, le christianisme va supplanter l'antique religion.

## Sources
C’est au monachisme irlandais que l’on doit la conservation de la mythologie préchrétienne. Quand la tradition orale, transmise de génération en génération, s'est trouvée désacralisée, les clercs ont entrepris un important travail de retranscription. C’est ainsi que nous disposons d’une documentation abondante mais lacunaire, que les chercheurs contemporains divisent communément en quatre groupes littéraires : 
- le Cycle mythologique comprend le Cath Maighe Tuireadh, qui relate les guerres entre les Fomoires et les Tuatha Dé Danann et le Lebor Gabála Érenn, une compilation de l’histoire mythique des occupations de l’Irlande. Le Tochmarc Etaine (La Courtise d’Étain) présente la déesse primordiale Étain, personnification de l’île et ses incursions dans l’Autre Monde
- le Cycle fenian est centré sur un héros Fionn Mac Cumhaill, son fils Oisin et les aventures des guerriers appelés les Fianna. Ce corpus, parfois nommé « cycle d’Ossian », est le plus récent et est à l’origine des supercheries de James Macpherson
- le Cycle historique ou Cycle des rois comprend des récits consacrés à des rois légendaires de l'ère chrétienne.
- le Cycle d'Ulster (ou Cycle de la Branche Rouge) est centré sur le royaume d’Ulster, les aventures du héros Cúchulainn et le règne du roi Conchobar Mac Nessa. La Táin Bó Cúailnge (Razzia des Vaches de Cooley) appartient à ce cycle.

L’ensemble de ces sources doit être étudié de manière comparative avec la littérature celtique galloise et toute la documentation relative à la Gaule.
La matière de Bretagne et la légende arthurienne reprennent de nombreux éléments des traditions irlandaise et galloise, sans pour autant relever de la mythologie.

## L’histoire mythique
Avant l’installation des Gaëls, l’île a connu plusieurs occupations successives qui sont narrées dans le Lebor Gabála Érenn, un texte dont il existe 5 versions de l’« histoire » (R1, R2, R3, Min et K) réparties dans 18 manuscrits, rédigés entre le XIIe siècle et le XVIIIe siècle. Les clercs qui ont retranscrit ce mythe fondateur ont rajouté la référence biblique du Déluge, qui est originellement inconnue des Celtes. Ces différentes « races » sont dans l’ordre chronologique :
- Le peuple de Cesair
- Les Fomoires
- Les Partholoniens
- Les Nemediens
- Les Fir Bolg
- Les Tuatha Dé Danann
- Les Milesiens

Les Tuatha Dé Danann (tribu de la déesse Dana) sont le peuple des dieux de l’Irlande, ils sont évincés par les fils de Mile et doivent se réfugier dans les « sidh ». Mile est l’ancêtre des Gaëls.

## Personnages

### Dieux
Les dieux de l’Irlande celtique sont les Tuatha Dé Danann, derniers occupants de l’ile avant l’invasion des Milésiens qui vont les contraindre à se réfugier dans le Sidh. Les Sidh (chaque dieu ayant le sien) deviennent donc leur résidence et représentent l’Autre Monde.
La société divine reprend la structure trifonctionnelle de la société humaine (classe sacerdotale, aristocratie guerrière, producteurs), de manière plus complexe :
 - hors classe : 

- Lug Samildanach (dieu primordial)

 - fonction sacerdotale : 
- le Dagda (dieu-druide) - Eochaid Ollathair de son vrai nom.

 - fonction guerrière : 
- Ogme (dieu de la magie guerrière)
- Nuada (royauté)

 - fonction artisanale : 
- Goibniu (dieu forgeron)
- Credne Cerd (dieu bronzier)
- Luchta (dieu charpentier)

 - participent aux trois fonctions : 
- Dian Cecht (dieu-médecin) père de Airmed, Miach et Oirmiach
- Oengus ou Mac Oc (jeunesse)

 - déesse unique : 
- Brigit (déesse des poètes, des forgerons et des médecins), connue sous différents avatars :
  - Étain ou Eithne (reine d’Irlande, mère de tous les dieux)
  - Boann  (autre nom de Brigit, déesse éponyme de la Boyne)
  - Mórrígan (déesse guerrière, ou bien de la souveraineté)
  - Macha, autre aspect de Mórrígan, responsable de la faiblesse des Ulates - en rapport avec la Gauloise Epona, de par son caractère équin

Les Banshee (bean sí, les « femmes du sidh ») sont les messagères des dieux, leur magie est plus puissante que celle des druides, en matière d’amour. Elles apparaissent souvent sous forme de cygnes et attirent des guerriers émérites pour des séjours voluptueux, telles les aventures de Conle, Bran Mac Febail ou Nechtan.

### Druides
Les druides sont omniprésents dans les sources littéraires, ils interviennent à tout moment dans la vie des Celtes et plus particulièrement pour tout ce qui relève du religieux. Si le roi est dépositaire de la souveraineté, le druide incarne la parole des dieux, ce qui, de fait, lui donne droit de vie et de mort sur quiconque. Le roi règne sous la direction spirituelle de son (ses) druide(s). Toute la vie de la société celtique est soumise aux membres de la classe sacerdotale.
La transmission du savoir et l’enseignement oral sont des missions qui s’étalent sur des années, il est largement fait appel à la magie dont les rituels les plus connus sont la geis et le glam dicinn. Rien n’interdit à un druide de se marier ou de prendre les armes, l’exemple le plus caractéristique étant celui de Cathbad.
Il existe quelques druides despotiques, comme Aithirne Ailgesach, qui se servent de leur science pour extorquer à leurs victimes des faveurs impossibles.
Le calendrier celtique est ponctué par quatre grandes fêtes religieuses : Beltaine, Imbolc, Lugnasad et Samain.

## Toponymes mythiques
Certains toponymes sont imaginaires ou indéterminés, d’autres précisément localisés. En voici quelques-uns parmi les plus célèbres : 
- Ath Daru (le gué du chêne) : site de la bataille du même nom, dans le comté de Kildare
- Ath Ferdiad (le gué de Ferdiad) : assimilé à la ville d’Ardee, dans le Comté de Louth. C’est à cet endroit qu’eut lieu le combat singulier entre Ferdiad et Cúchulainn
- Brug na Boinne, l’« hôtel de la Boyne » : la résidence du Dagda. Le site correspond au cairn de Newgrange, dans le Comté de Meath
- Cleitech : une des résidences des dieux, situé à proximité de Brug na Boinne
- Cruachan (Rath Chrûachain) : siège de la cour des souverains du Connaught Medb et Ailill. Le site est localisé près du village de Tulsk (en), dans le comté de Roscommon
- Cúailnge : lieu de la célèbre razzia. Il s’agit de Cooley (Cúalnge), comté de Louth
- Dun : le mot entre dans la composition de nombreux toponymes celtiques tant insulaires que continentaux. Voir dun (toponyme)
- Dun Ailinne : capitale mythique du royaume de Leinster, dans le comté de Kildare
- Dun Dalgan (Dun Dealgan) : Dundalk, comté de Louth
- Emain Ablach : résidence des dieux de l’Autre Monde, « ablach » signifie pomme, fruit de l’immortalité. Même étymologie que Avalon, île où le roi Arthur est actuellement en dormition
- Eamhain Mhacha, capitale mythique des rois d’Ulster, dont Conchobar Mac Nessa, localisée à Navan Fort, près d’Armagh dans le comté d'Armagh
- Goirt-an-Ort (terre de l’or) : endroit où est tué le roi Lugaid mac Con alors qu’il donnait de l’or à ses poètes. Dans le comté de Tipperary
- Mag Mor (grande plaine) : autre nom du sidh
- Mag Slecht (plaine de la prosternation) : lieu d’adoration d’une idole qui, selon l’hagiographie, sera détruite par saint Patrick. Situé dans le comté de Leitrim
- Slieve Fuad (collines de Fuad) : comté d’Armagh
- Tara : capitale des ard ri Érenn (rois suprêmes d’Irlande), dans le comté de Meath